# Lliga de Campions de la UEFA 2012-13
La Lliga de Campions de la UEFA 2012-13 fou la 58a edició d'aquesta competició i es disputà entre el 3 de juliol de 2012 i el 25 de maig de 2013.
La final es jugà a l'estadi de Wembley de la ciutat de Londres, Anglaterra, en reconeixement dels 150 anys de la formació de l'Associació Anglesa de Futbol, l'associació de futbol més antiga del món. Esdevingué la setena vegada que la final d'aquesta competició l'acollia l'estadi de Wembley (entre el nou i el vell). El Bayern de Múnic, que havia estat finalista l'any anterior, va guanyar en vèncer el seu rival a la 1.Bundesliga el Borussia Dortmund per 2–1 en un gol al minut 89 d'Arjen Robben. Aquesta va ser la desena final del Bayerin, el seu primer títol en 12 anys, i el cinquè en total. Fou la primera final entre equips alemanys, i la quarta amb dos equips de la mateixa federació, després de les finals dels anys 2000, 2003, i 2008.
El campió regnant, el Chelsea FC va ser eliminat en la fase de grups, i va esdevenir així el primer equip defensor del títol en caure eliminat en aquesta fase. Finalment va ser el primer equip que després d'haver guanyat una Lliga de Campions, fou campió de la Lliga Europa de la UEFA l'any següent.

## Equips per federació
Un total de 76 equips participaren en la Lliga de Campions 2012-13, provinents de 52 associacions de la UEFA (Liechtenstein no organitza una lliga domèstica). Cada associació, d'acord amb el seu coeficient UEFA del 2011, que té en compte l'actuació dels equips en competicions europees de la temporada 2006-07 a la 2010-11, té un nombre de places per als seus equips.

### Rànquing d'associacions (segons el coeficient UEFA)
| Pos. | Associació      | Coef.  | Equips |
| ---- | --------------- | ------ | ------ |
| 1    | Anglaterra      | 85.785 | 4      |
| 2    | Espanya         | 82.329 | 4      |
| 3    | Alemanya        | 69.436 | 4      |
| 4    | Itàlia          | 60.552 | 3      |
| 5    | França          | 53.678 | 3      |
| 6    | Portugal        | 51.596 | 3      |
| 7    | Rússia          | 44.707 | 2      |
| 8    | Ucraïna         | 43.883 | 2      |
| 9    | Països Baixos   | 40.129 | 2      |
| 10   | Turquia         | 35.050 | 2      |
| 11   | Grècia          | 34.166 | 2      |
| 12   | Dinamarca       | 30.550 | 2      |
| 13   | Bèlgica         | 27.000 | 2      |
| 14   | Romania         | 25.824 | 2      |
| 15   | Escòcia         | 25.141 | 2      |
| 16   | Suïssa          | 24.900 | 1      |
| 17   | Israel          | 22.000 | 1      |
| 18   | República Txeca | 20.850 | 1      |

| Pos. | Associació           | Coef.  | Equips |
| ---- | -------------------- | ------ | ------ |
| 19   | Àustria              | 20.700 | 1      |
| 20   | Xipre                | 18.124 | 1      |
| 21   | Bulgària             | 17.875 | 1      |
| 22   | Croàcia              | 16.124 | 1      |
| 23   | Belarús              | 16.083 | 1      |
| 24   | Polònia              | 15.916 | 1      |
| 25   | Eslovàquia           | 14.499 | 1      |
| 26   | Noruega              | 14.375 | 1      |
| 27   | Sèrbia               | 14.250 | 1      |
| 28   | Suècia               | 14.125 | 1      |
| 29   | Bòsnia i Hercegovina | 9.124  | 1      |
| 30   | Finlàndia            | 8.966  | 1      |
| 31   | Irlanda              | 8.708  | 1      |
| 32   | Hongria              | 8.500  | 1      |
| 33   | Moldàvia             | 7.749  | 1      |
| 34   | Lituània             | 7.708  | 1      |
| 35   | Letònia              | 7.415  | 1      |
| 36   | Geòrgia              | 6.957  | 1      |

| Pos. | Associació       | Coef. | Equips |
| ---- | ---------------- | ----- | ------ |
| 37   | Azerbaidjan      | 6.165 | 1      |
| 38   | Eslovènia        | 6.124 | 1      |
| 39   | Macedònia        | 5.207 | 1      |
| 40   | Islàndia         | 4.957 | 1      |
| 41   | Kazakhstan       | 4.374 | 1      |
| 42   | Liechtenstein    | 4.000 | 0      |
| 43   | Montenegro       | 3.875 | 1      |
| 44   | Albània          | 3.874 | 1      |
| 45   | Estònia          | 3.791 | 1      |
| 46   | Gal·les          | 2.790 | 1      |
| 47   | Armènia          | 2.583 | 1      |
| 48   | Malta            | 2.416 | 1      |
| 49   | Irlanda del Nord | 2.249 | 1      |
| 50   | Illes Fèroe      | 1.416 | 1      |
| 51   | Luxemburg        | 1.374 | 1      |
| 52   | Andorra          | 1.000 | 1      |
| 53   | San Marino       | 0.916 | 1      |

### Distribució
El Tottenham Hotspur FC estava ben posicionat a la lliga per jugar al play-off per a no campions de la Champions, però no ho va fer (jugà a l'Europa League), ja que el Chelsea FC va guanyar la Lliga de Campions de la UEFA 2011-12 i com a tal, tot i no estar ben posicionat a la lliga regular, jugà a la Champions. Per omplir la plaça vacant del Tottenham Hotspur FC, el tercer classificat de la 6a associació (Portugal) i els subcampió de l'associació 7 (Rússia) van quedar exempts de la tercera ronda de qualificació, passant directament al play-off.
|                                          |                                          | Equips entrant en aquesta ronda | Equips provinents de la ronda anterior                                                         |
| ---------------------------------------- | ---------------------------------------- | --- | ---------------------------------------------------------------------------------------------- |
| Primera ronda de qualificació (6 equips) | Primera ronda de qualificació (6 equips) | - 6 campions de les associacions 48–53 |                                                                                                |
| Segona ronda de qualificació (34 equips) | Segona ronda de qualificació (34 equips) | - 31 campions de les associacions 16–47 (excloent Liechtenstein) | - 3 guanyadors de la primera ronda de qualificació                                             |
| Tercera ronda de qualificació            | Campions (20 equips)                     | - 3 campions de les associacions 13–15 | - 17 guanyadors de la segona ronda de qualificació                                             |
| Tercera ronda de qualificació            | No campions (8 equips)                   | - 8 subcampions de les associacions 8–15 |                                                                                                |
| Play-off                                 | Campions (10 equips)                     | | - 10 guanyadors de la tercera ronda de qualificació per a campions                             |
| Play-off                                 | No campions (10 equips)                  | - 1 subcampió de l'associació 7 - 3 tercers classificats de les associacions 4–6 - 2 quarts classificats de les associacions 1-3 (menys la plaça vacant del Tottenham Hotspur) | - 4 guanyadors de la tercera ronda de qualificació per a no campions                           |
| Fase de grups (32 equips)                | Fase de grups (32 equips)                | - Campió vigent - 12 campions de les associacions 1–12 - 6 subcampions de les associacions 1–6 - 3 tercers classificats de les associacions 1–3                                | - 5 guanyadors del play-off per a campions - 5 guanyadors del play-off per a no campions       |
| Fase d'eliminatòries (16 equips)         | Fase d'eliminatòries (16 equips)         | | - 8 guanyadors de grup de la fase de grups - 8 segons classificats de grup de la fase de grups |

### Equips
Posicions a la lliga de la temporada passada entre parèntesis.
| Fase de grups                 | Fase de grups           | Fase de grups               | Fase de grups            |
| ----------------------------- | ----------------------- | --------------------------- | ------------------------ |
| Chelsea FC (6è)CV             | València CF (3r)        | Montpellier HSC (1r)        | AFC Ajax (1r)            |
| Manchester City FC (1r)       | Borussia Dortmund (1r)  | Paris Saint-Germain FC (2n) | Galatasaray SK (1r)      |
| Manchester United FC (2n)     | Bayern de Múnic (2n)    | FC Porto (1r)               | Olympiakos FC (1r)       |
| Arsenal FC (3r)               | FC Schalke 04 (3r)      | SL Benfica (2n)             | Nordsjælland (1r)        |
| Reial Madrid CF (1r)          | Juventus FC (1r)        | Zenit St. Petersburg (1r)   |                          |
| FC Barcelona (2n)             | AC Milan (2n)           | Shakhtar Donetsk (1r)       |                          |
| Play-off                      |                         |                             |                          |
| Campions                      | No campions             | No campions                 | No campions              |
|                               | Màlaga CF (4t)          | Udinese (3r)                | SC Braga (3r)            |
| Borussia Mönchengladbach (4t) | Lille OSC (3r)          | FK Spartak Moscou (2n)      |                          |
| Tercera ronda de qualificació |                         |                             |                          |
| Campions                      | No campions             | No campions                 | No campions              |
| RSC Anderlecht (1r)           | FC Dinamo de Kíev ([2n) | Panathinaikos FC (2n)       | FC Vaslui (2n)           |
| CFR Cluj (1r)                 | Feyenoord (2n)          | Copenhagen (2n)             | Motherwell (3r)Nota SCO  |
| Celtic FC (1r)                | Fenerbahçe SK (2n)      | Club Brugge (2n)            |                          |
| Segona ronda de qualificació  |                         |                             |                          |
| FC Basel (1r)                 | Śląsk Wrocław (1r)      | Debrecen (1r)               | KR (1r)                  |
| Ironi Kiryat Shmona (1r)      | Žilina (1r)             | Sheriff Tiraspol (1r)       | Shakhter Karagandy (1r)  |
| Slovan Liberec (1r)           | Molde (1r)              | Ekranas (1r)                | Budućnost Podgorica (1r) |
| Red Bull Salzburg (1r)        | FK Partizan (1r)        | Ventspils (1r)              | Skënderbeu Korçë (1r)    |
| AEL Limassol (1r)             | Helsingborg (1r)        | Zestafoni (1r)              | Flora Tallinn (1r)       |
| Ludogorets Razgrad (1r)       | Željezničar (1r)        | Neftchi Baku (1r)           | The New Saints (1r)      |
| Dinamo de Zagreb (1r)         | HJK Helsinki (1r)       | Maribor (1r)                | Ulisses (1r)             |
| BATE Borisov (1r)             | Shamrock Rovers (1r)    | Vardar (1r)                 |                          |
| Primera ronda de qualificació |                         |                             |                          |
| Valletta (1r)                 | B36 Tórshavn (1r)       | Lusitans (1r)               |                          |
| Linfield FC (1r)              | F91 Dudelange (1r)      | Tre Penne (1r)              |                          |

Notes
- CV Campió vigent
- Escòcia (SCO): Tot i acabar segon a la 2011–12 Scottish Premier League, el Rangers FC no és elegible per entrar a la Lliga de Campions de la UEFA 2012-13, ja que s'ha refundat i no ha obtingut la llicència UEFA a temps.[6] Conseqüentment, el Motherwell, el tercer equip classificat a la lliga, prendrà part en la plaça de no campió escocès de la Lliga de Campions.

## Dates de les rondes i els sorteigs
Tots els sorteigs tenen lloc a la seu de la UEFA a Nyon, Suïssa si no s'indica el contrari.
| Fase                 | Ronda                         | Data del sorteig         | Anada                                          | Tornada                                        |
| -------------------- | ----------------------------- | ------------------------ | ---------------------------------------------- | ---------------------------------------------- |
| Qualificació         | Primera ronda de qualificació | 25 de juny 2012          | 3 i 4 de juliol 2012                           | 10 i 11 de juliol 2012                         |
| Qualificació         | Segona ronda de qualificació  | 25 de juny 2012          | 17 i 18 de juliol 2012                         | 24 i 25 de juliol 2012                         |
| Qualificació         | Tercera ronda de qualificació | 20 de juliol 2012        | 31 de juliol i 1 d'agost 2012                  | 7 i 8 d'agost 2012                             |
| Play-off             | Play-off                      | 10 d'agost 2012          | 21 i 22 d'agost 2012                           | 28 i 29 d'agost 2012                           |
| Fase de grups        | 1a jornada                    | 30 d'agost 2012 (Mònaco) | 18 i 19 de setembre 2012                       | 18 i 19 de setembre 2012                       |
| Fase de grups        | 2a jornada                    | 30 d'agost 2012 (Mònaco) | 2 i 3 d'octubre 2012                           | 2 i 3 d'octubre 2012                           |
| Fase de grups        | 3a jornada                    | 30 d'agost 2012 (Mònaco) | 23 i 24 d'octubre 2012                         | 23 i 24 d'octubre 2012                         |
| Fase de grups        | 4a jornada                    | 30 d'agost 2012 (Mònaco) | 6 i 7 de novembre 2012                         | 6 i 7 de novembre 2012                         |
| Fase de grups        | 5a jornada                    | 30 d'agost 2012 (Mònaco) | 20 i 21 de novembre 2012                       | 20 i 21 de novembre 2012                       |
| Fase de grups        | 6a jornada                    | 30 d'agost 2012 (Mònaco) | 4 i 5 de desembre 2012                         | 4 i 5 de desembre 2012                         |
| Fase d'eliminatòries | Vuitens de final              | 14 de desembre 2012      | 12 i 13 i 19 i 20 de febrer 2013               | 5 i 6 i 12 i 13 de març 2013                   |
| Fase d'eliminatòries | Quarts de final               | 15 de març 2013          | 2 i 3 d'abril 2013                             | 9 i 10 d'abril 2013                            |
| Fase d'eliminatòries | Semifinals                    | 15 de març 2013          | 23 i 24 d'abril 2013                           | 30 d'abril i 1 de maig 2013                    |
| Fase d'eliminatòries | Final                         | 15 de març 2013          | 25 de maig 2013 a l'estadi de Wembley, Londres | 25 de maig 2013 a l'estadi de Wembley, Londres |

## Rondes de qualificació
A les rondes de qualificació i al play-off, els equips seran dividits en caps de sèrie i no caps de sèrie segons el seu coeficient UEFA del 2012. Els equips d'una mateixa associació no es poden emparellar entre si.

### Primera ronda de qualificació
El sorteig de la primera i la segona rondes de qualificació es va celebrar el 25 de juny de 2012. L'anada es disputarà el dia 3 de juliol i la tornada, el dia 10 de juliol.
| Equip 1       | Global      | Equip 2      | Anada | Tornada |
| ------------- | ----------- | ------------ | ----- | ------- |
| F91 Dudelange | 11-0        | Tre Penne    | 7-0   | 5-0     |
| Valletta      | 9-0         | Lusitans     | 8-0   | 1-0     |
| Linfield FC   | 0-0 (4-3 p) | B36 Tórshavn | 0-0   | 0-0     |

### Segona ronda de qualificació

#### Sorteig
| Partits 1-5                                       | Partits 1-5                                                          | Partits 6-11                                                          | Partits 6-11                                                         | Partits 12-17                                                                        | Partits 12-17                                                                            |
| Caps de sèrie                                     | No caps de sèrie                                                     | Caps de sèrie                                                         | No caps de sèrie                                                     | Caps de sèrie                                                                        | No caps de sèrie                                                                         |
| ------------------------------------------------- | -------------------------------------------------------------------- | --------------------------------------------------------------------- | -------------------------------------------------------------------- | ------------------------------------------------------------------------------------ | ---------------------------------------------------------------------------------------- |
| BATE Borisov Žilina Debrecen Maribor AEL Limassol | Ironi Kiryat Shmona Željezničar Linfield FC† Skënderbeu Korçë Vardar | FC Basel Red Bull Salzburg Helsingborg Ventspils HJK Helsinki Ekranas | Shamrock Rovers Molde KR The New Saints F91 Dudelange† Flora Tallinn | Dinamo de Zagreb FK Partizan Sheriff Tiraspol Slovan Liberec Śląsk Wrocław Zestafoni | Ludogorets Razgrad Valletta† Budućnost Podgorica Neftchi Baku Shakhter Karagandy Ulisses |

† Guanyadors de la 1a ronda que es desconeixien el dia del sorteig.

#### Partits
L'anada es jugarà els dies 17 i 18 de juliol i la tornada, els dies 24 i 25 de juliol de 2012.
| Equip 1             | Global | Equip 2             | Anada | Tornada |
| ------------------- | ------ | ------------------- | ----- | ------- |
| Skënderbeu Korçë    | 1-3    | Debrecen            | 1-0   | 0-3     |
| Maribor             | 6-2    | Željezničar         | 4-1   | 2-1     |
| Žilina              | 1-2    | Ironi Kiryat Shmona | 1-0   | 0-2     |
| BATE Borisov        | 3-2    | Vardar              | 3-2   | 0-0     |
| AEL Limassol        | 3-0    | Linfield FC         | 3-0   | 0-0     |
| Shamrock Rovers     | 1-2    | Ekranas             | 0-0   | 1-2     |
| Flora Tallinn       | 0-5    | FC Basel            | 0-2   | 0-3     |
| The New Saints      | 0-3    | Helsingborg         | 0-0   | 0-3     |
| HJK Helsinki        | 9-1    | KR                  | 7-0   | 2-1     |
| Molde               | 4-1    | Ventspils           | 3-0   | 1-1     |
| F91 Dudelange       | 4-4    | Red Bull Salzburg   | 1-0   | 3-4     |
| Slovan Liberec      | 2-1    | Shakhter Karagandy  | 1-0   | 1-1     |
| Ludogorets Razgrad  | 3-4    | Dinamo de Zagreb    | 1-1   | 2-3     |
| Neftchi Baku        | 5-2    | Zestafoni           | 3-0   | 2-2     |
| Ulisses             | 0-2    | Sheriff Tiraspol    | 0-1   | 0-1     |
| Valletta            | 2-7    | FK Partizan         | 1-4   | 1-3     |
| Budućnost Podgorica | 1-2    | Śląsk Wrocław       | 0-2   | 1-0     |

### Tercera ronda de qualificació
La tercera ronda de qualificació estarà dividida en dues seccions: una pels equips campions de la seva lliga i una pels no campions. Els perdedors d'ambdues seccions entraran a l'Europa League 2012-13.
Els partits d'anada es jugaran els dies 31 de juliol i 1 d'agost i els de tornada, els dies 7 i 8 d'agost de 2012.
Campions
20 equips jugaran a la tercera ronda de qualificació per a campions: els 17 guanyadors de la segona ronda de qualificació, i 3 equips que entraran en aquesta ronda.
| Equips caps de sèrie - RSC Anderlecht - Celtic FC - CFR Cluj - Ironi Kiryat Shmona - BATE Borisov - FC Basel - Helsingborg - F91 Dudelange - Dinamo de Zagreb - FK Partizan | Equips no caps de sèrie - Debrecen - Maribor - AEL Limassol - Ekranas - HJK Helsinki - Molde - Slovan Liberec - Neftchi Baku - Sheriff Tiraspol - Śląsk Wrocław |

No campions
8 equips entraran en la tercera ronda de qualificació per a no campions.
| Equips caps de sèrie - FC Dinamo de Kíev - Panathinaikos FC - Copenhagen - Fenerbahçe SK | Equips no caps de sèrie - Club Brugge - FC Vaslui - Feyenoord - Motherwell |

#### Partits
| Equip 1             | Global   | Equip 2          | Anada    | Tornada  |          |
| Campions            | Campions | Campions         | Campions | Campions | Campions |
| ------------------- | -------- | ---------------- | -------- | -------- | -------- |
| Maribor             | 5-1      | F91 Dudelange    | 4-1      | 1-0      |          |
| BATE Borisov        | 3-1      | Debrecen         | 1-1      | 2-0      |          |
| CFR Cluj            | 3-1      | Slovan Liberec   | 1-0      | 2-1      |          |
| RSC Anderlecht      | 11-0     | Ekranas          | 5-0      | 6-0      |          |
| Śląsk Wrocław       | 1-6      | Helsingborg      | 0-3      | 1-3      |          |
| Sheriff Tiraspol    | 0-5      | Dinamo de Zagreb | 0-1      | 0-4      |          |
| Celtic FC           | 4-1      | HJK Helsinki     | 2-1      | 2-0      |          |
| Molde               | 1-2      | FC Basel         | 0-1      | 1-1      |          |
| Ironi Kiryat Shmona | 6-2      | Neftchi Baku     | 4-0      | 2-2      |          |
| AEL Limassol        | 2-0      | FK Partizan      | 1-0      | 1-0      |          |
| No campions         |          |                  |          |          |          |
| Fenerbahçe SK       | 5-2      | FC Vaslui        | 1-1      | 4-1      |          |
| Motherwell          | 0-5      | Panathinaikos FC | 0-2      | 0-3      |          |
| Copenhagen          | 3-2      | Club Brugge      | 0-0      | 3-2      |          |
| FC Dinamo de Kíev   | 3-1      | Feyenoord        | 2-1      | 1-0      |          |

## Ronda eliminatòria
El play-off també estarà dividit en dues seccions separades: una pels campions i una pels no campions. Els perdedors d'ambdues seccions jugaran a la fase de grups de l'Europa League 2012-13.
Els partits d'anada es jugaran els dies 21 i 22 d'agost i els de tornada, els dies 28 i 29 d'agost de 2012.
Campions
Els 10 guanyadors de la tercera ronda de qualificació jugaran al play-off per a campions.
No campions
Al play-off per a no campions hi jugaran els 4 guanyadors de la tercera ronda de qualificació per a no campions i 6 equips que entraran en aquesta ronda.

### Sorteig
| Campions                                                     | Campions                                                      | No campions                                                              | No campions                                                        |
| Caps de sèrie                                                | No caps de sèrie                                              | Caps de sèrie                                                            | No caps de sèrie                                                   |
| ------------------------------------------------------------ | ------------------------------------------------------------- | ------------------------------------------------------------------------ | ------------------------------------------------------------------ |
| FC Basel RSC Anderlecht Celtic BATE Borisov Dinamo de Zagreb | CFR Cluj Helsingborg Maribor AEL Limassol Ironi Kiryat Shmona | SC Braga FC Dinamo de Kíev Panathinaikos FC Copenhagen FK Spartak Moscou | Fenerbahçe SK Udinese Lille OSC Màlaga CF Borussia Mönchengladbach |

### Partits
| Equip 1                  | Global      | Equip 2             | Anada    | Tornada  |          |
| Campions                 | Campions    | Campions            | Campions | Campions | Campions |
| ------------------------ | ----------- | ------------------- | -------- | -------- | -------- |
| FC Basel                 | 1-3         | CFR Cluj            | 1–2      | 0-1      |          |
| Helsingborg              | 0-4         | Celtic FC           | 0-2      | 0-2      |          |
| BATE Borisov             | 3-1         | Ironi Kiryat Shmona | 2-0      | 1-1      |          |
| AEL Limassol             | 2-3         | RSC Anderlecht      | 2-1      | 0-2      |          |
| Dinamo de Zagreb         | 3-1         | Maribor             | 2-1      | 0-1      |          |
| No campions              |             |                     |          |          |          |
| SC Braga                 | 2-2 (5-4 p) | Udinese             | 1-1      | 1-1      |          |
| FK Spartak Moscou        | 3-1         | Fenerbahçe SK       | 2-1      | 1-1      |          |
| Màlaga CF                | 2-0         | Panathinaikos FC    | 2-0      | 0-0      |          |
| Borussia Mönchengladbach | 3-4         | FC Dinamo de Kíev   | 1-3      | 2-1      |          |
| Copenhagen               | 1-2 1       | Lille OSC           | 1-0      | 0-2      |          |

Notes
- Nota 1: Ordre dels partits invertit després d'un sorteig original.

## Fase de grups
32 equips jugaran a la fase de grups: els 10 guanyadors del play-off (5 campions i 5 no campions), i 22 equips que entraran en aquesta fase.

### Sorteig
| Caps de sèrie - Chelsea FC (campió vigent) - FC Barcelona - Manchester United FC - Bayern de Múnic - Reial Madrid CF - Arsenal FC - FC Porto - AC Milan | Bombo 2 - València CF - SL Benfica - Shakhtar Donetsk - Zenit St. Petersburg - FC Schalke 04 - Manchester City FC - SC Braga - FC Dinamo de Kíev | Bombo 3 - Olympiakos FC - AFC Ajax - RSC Anderlecht - Juventus FC - FK Spartak Moscou - Paris Saint-Germain FC - Lille OSC - Galatasaray SK | Bombo 4 - Celtic FC - Borussia Dortmund - BATE Borisov - Dinamo de Zagreb - CFR Cluj - Màlaga CF - Montpellier HSC - Nordsjælland |

Els 32 equips estaran repartits entre 8 grups de 4 equips cada un. Els primers i segons classificats de cada grup passaran als vuitens de final, mentre que els tercers classificats jugaran els setzens de final de l'Europa League 2012-13.
El sorteig dels grups es va realitzar el 30 d'agost del 2012.

### Grup A
| Equip        | PJ | PG | PE | PP | GF | GC | DG  | Pt |
| ------------ | -- | -- | -- | -- | -- | -- | --- | -- |
| París SG     | 6  | 5  | 0  | 1  | 14 | 3  | +11 | 15 |
| FC Porto     | 6  | 4  | 1  | 1  | 10 | 4  | +6  | 13 |
| D. de Kíev   | 6  | 1  | 2  | 3  | 6  | 10 | -4  | 5  |
| D. de Zagreb | 6  | 0  | 1  | 5  | 1  | 14 | -13 | 1  |

|              | DK  | DZ  | PSG | FCP |
| ------------ | --- | --- | --- | --- |
| D. de Kíev   | –   | 2-0 | 0-2 | 0-0 |
| D. de Zagreb | 1-1 | –   | 0-2 | 0-2 |
| París SG     | 4-1 | 4-0 | –   | 2-1 |
| FC Porto     | 3-2 | 3-0 | 1-0 | –   |

### Grup B
| Equip          | PJ | PG | PE | PP | GF | GC | DG | Pt |
| -------------- | -- | -- | -- | -- | -- | -- | -- | -- |
| FC Schalke 04  | 6  | 3  | 3  | 0  | 10 | 6  | +4 | 12 |
| Arsenal FC     | 6  | 3  | 1  | 2  | 10 | 8  | +2 | 10 |
| Olympiacos FC  | 6  | 3  | 0  | 3  | 9  | 9  | 0  | 9  |
| Montpeller HSC | 6  | 0  | 2  | 4  | 6  | 12 | -6 | 2  |

|                | AFC | MO  | OFC | S04 |
| -------------- | --- | --- | --- | --- |
| Arsenal FC     | –   | 2-0 | 3-1 | 0-2 |
| Montpeller HSC | 1-2 | –   | 1-2 | -1  |
| Olympiacos FC  | 2-1 | 3-1 | –   | 1-2 |
| FC Schalke 04  | 2-2 | 2-2 | 1-0 | –   |

### Grup C
| Equip          | PJ | PG | PE | PP | GF | GC | DG | Pt |
| -------------- | -- | -- | -- | -- | -- | -- | -- | -- |
| Màlaga CF      | 6  | 3  | 3  | 0  | 12 | 5  | +7 | 12 |
| AC Milan       | 6  | 2  | 2  | 2  | 7  | 6  | +1 | 8  |
| FC Zenit       | 6  | 2  | 1  | 3  | 6  | 9  | -3 | 7  |
| RSC Anderlecht | 6  | 1  | 2  | 3  | 4  | 9  | -5 | 5  |

|                | AN  | MCF | ACM | ZSP |
| -------------- | --- | --- | --- | --- |
| RSC Anderlecht | –   | 0-3 | 1-3 | 1-0 |
| Màlaga CF      | 2-2 | –   | 1-0 | 3-0 |
| AC Milan       | 0-0 | 1-1 | –   | 0-1 |
| FC Zenit       | 1-0 | 2-2 | 2-3 | –   |

### Grup D
| Equip              | PJ | PG | PE | PP | GF | GC | DG | Pt |
| ------------------ | -- | -- | -- | -- | -- | -- | -- | -- |
| Borussia Dortmund  | 6  | 4  | 2  | 0  | 11 | 5  | +6 | 14 |
| R. Madrid          | 6  | 3  | 2  | 1  | 15 | 9  | +6 | 11 |
| AFC Ajax           | 6  | 1  | 1  | 4  | 8  | 16 | -8 | 4  |
| Manchester City FC | 6  | 0  | 3  | 3  | 7  | 11 | -4 | 3  |

|                    | AJ  | BD  | MC  | RM  |
| ------------------ | --- | --- | --- | --- |
| AFC Ajax           | –   | 1-4 | 3-1 | 1-4 |
| B. Dortmund        | 1-0 | –   | 1-0 | 2-1 |
| Manchester City FC | 2-2 | 1-1 | –   | 1-1 |
| R. Madrid          | 4-1 | 2-2 | 3-2 | –   |

### Grup E
| Equip           | PJ | PG | PE | PP | GF | GC | DG  | Pt |
| --------------- | -- | -- | -- | -- | -- | -- | --- | -- |
| Juventus FC     | 6  | 3  | 3  | 0  | 12 | 4  | +8  | 12 |
| Xakhtar Donetsk | 6  | 3  | 1  | 2  | 12 | 8  | +4  | 10 |
| Chelsea FC      | 6  | 3  | 1  | 2  | 16 | 10 | +6  | 10 |
| FC Nordsjælland | 6  | 0  | 1  | 5  | 4  | 22 | -18 | 1  |

|                 | CFC | JFC | FCN | XD  |
| --------------- | --- | --- | --- | --- |
| Chelsea FC      | –   | 2-2 | 6-1 | 3-2 |
| Juventus FC     | 3-0 | –   | 4-0 | 1-1 |
| FC Nordsjælland | 0-4 | 1-1 | –   | 2-5 |
| Xakhtar         | 2-1 | 0-1 | 2-0 | –   |

### Grup F
| Equip           | PJ | PG | PE | PP | GF | GC | DG | Pt |
| --------------- | -- | -- | -- | -- | -- | -- | -- | -- |
| Bayern de Múnic | 6  | 4  | 1  | 1  | 15 | 7  | +8 | 13 |
| València CF     | 6  | 4  | 1  | 1  | 12 | 5  | +7 | 13 |
| BATE Borisov    | 6  | 2  | 0  | 4  | 9  | 15 | -6 | 6  |
| Lille OSC       | 6  | 1  | 0  | 5  | 4  | 13 | -9 | 3  |

|                 | BAT | BM  | LOS | VCF |
| --------------- | --- | --- | --- | --- |
| BATE Borisov    | –   | 3-1 | 0-2 | 0-3 |
| Bayern de Múnic | 4-1 | –   | 6-1 | 2-1 |
| Lille OSC       | 1-3 | 0-1 | –   | 0-1 |
| València CF     | 4-2 | 1-1 | 2-0 | –   |

### Grup G
| Equip             | PJ | PG | PE | PP | GF | GC | DG | Pt |
| ----------------- | -- | -- | -- | -- | -- | -- | -- | -- |
| FC Barcelona      | 6  | 4  | 1  | 1  | 11 | 5  | +6 | 13 |
| Celtic FC         | 6  | 3  | 1  | 2  | 9  | 8  | +1 | 10 |
| SL Benfica        | 6  | 2  | 2  | 2  | 5  | 5  | 0  | 7  |
| Spartak de Moscou | 6  | 1  | 0  | 5  | 7  | 14 | -7 | 3  |

|              | FCB | SLB | CFC | SM  |
| ------------ | --- | --- | --- | --- |
| FC Barcelona | –   | 0-0 | 2-1 | 3-2 |
| SL Benfica   | 0-2 | –   | 2-1 | 2-0 |
| Celtic FC    | 2-1 | 0-0 | –   | 2-1 |
| Spartak M.   | 0-3 | 2-1 | 2-3 | –   |

### Grup H
| Equip          | PJ | PG | PE | PP | GF | GC | DG | Pt |
| -------------- | -- | -- | -- | -- | -- | -- | -- | -- |
| M. United      | 6  | 4  | 0  | 2  | 9  | 6  | +3 | 12 |
| Galatasaray SK | 6  | 3  | 1  | 2  | 7  | 6  | +1 | 10 |
| CFR Cluj       | 6  | 3  | 1  | 2  | 9  | 7  | +2 | 10 |
| SC Braga       | 6  | 1  | 0  | 5  | 7  | 13 | -6 | 3  |

|                | SCB | CFR | GAL | MU  |
| -------------- | --- | --- | --- | --- |
| SC Braga       | –   | 0-2 | 1-2 | 1-3 |
| CFR Cluj       | 3-1 | –   | 1-3 | 1-2 |
| Galatasaray SK | 0-2 | 1-1 | –   | 1-0 |
| M. United      | 3-2 | 0-1 | 1-0 | –   |

## Eliminatòries
Els equips classificats després de la fase de grups són:
| Grup | Primer                 | Segon           |
| ---- | ---------------------- | --------------- |
| A    | Paris Saint-Germain FC | FC Porto        |
| B    | FC Schalke 04          | Arsenal FC      |
| C    | Màlaga CF              | AC Milan        |
| D    | Borussia Dortmund      | Reial Madrid CF |
| E    | Juventus FC            | Xakhtar Donetsk |
| F    | Bayern de Múnic        | València CF     |
| G    | FC Barcelona           | Celtic FC       |
| H    | Manchester United FC   | Galatasaray SK  |

### Vuitens de final
El sorteig dels vuitens es va fer el dia 20 de desembre del 2012 a Nyon (Suïssa). L'anada es va jugar els dies 12, 13, 19 i 20 de febrer. La tornada, el 5, 6, 12 i 13 de març del 2013.
| Equip 1         | Global | Equip 2              | Anada | Tornada |
| --------------- | ------ | -------------------- | ----- | ------- |
| Celtic FC       | 0-5    | Juventus FC          | 0-3   | 0-2     |
| València CF     | 2-3    | Paris Saint-Germain  | 1-2   | 1-1     |
| Xakhtar Donetsk | 2-5    | Borussia Dortmund    | 2-2   | 0-3     |
| Reial Madrid    | 3-2    | Manchester United FC | 1-1   | 2-1     |
| Arsenal FC      | 3-3    | Bayern de Múnic      | 1-3   | 2-0     |
| FC Porto        | 1-2    | Màlaga CF            | 1-0   | 0-2     |
| Galatasaray SK  | 4-3    | Schalke 04           | 1-1   | 3-2     |
| AC Milan        | 2-4    | FC Barcelona         | 2-0   | 0-4     |

#### Anada
| Celtic FC | 0 - 3   | Juventus FC                            |
| --------- | ------- | -------------------------------------- |
|           | Crònica | Matri 3' · Marchisio 77' · Vučinić 83' |

| València CF | 1 - 2   | Paris Saint-Germain FC    |
| ----------- | ------- | ------------------------- |
| Rami 90'    | Crònica | Lavezzi 10' · Pastore 43' |

| Xakhtar Donetsk              | 2 - 2   | Borussia Dortmund             |
| ---------------------------- | ------- | ----------------------------- |
| Srna 31' · Douglas Costa 68' | Crònica | Lewandowski 41' · Hummels 87' |

| R. Madrid   | 1 - 1   | Manchester United FC |
| ----------- | ------- | -------------------- |
| Ronaldo 30' | Crònica | Welbeck 20'          |

| FC Porto     | 1 – 0   | Màlaga |
| ------------ | ------- | ------ |
| Moutinho 56' | Crònica |        |

| Arsenal FC   | 1 – 3   | Bayern de Múnic                       |
| ------------ | ------- | ------------------------------------- |
| Podolski 55' | Crònica | Kroos 7' · Müller 21' · Mandžukić 77' |

| Galatasaray S.K. | 1 - 1   | FC Schalke 04 |
| ---------------- | ------- | ------------- |
| B. Yılmaz 12'    | Crònica | Jones 45'     |

| AC Milan                  | 2 - 0   | FC Barcelona |
| ------------------------- | ------- | ------------ |
| Boateng 57' · Muntari 81' | Crònica |              |

#### Tornada
| Manchester United FC | 1 - 2   | R. Madrid                |
| -------------------- | ------- | ------------------------ |
| Ramos 48' (p.p.)     | Crònica | Modrić 66' · Ronaldo 69' |

El R. Madrid es classifica per 3-2 en total.
| Borussia Dortmund                            | 3 - 0   | Xakhtar Donetsk |
| -------------------------------------------- | ------- | --------------- |
| Santana 31' · Götze 37' · Błaszczykowski 59' | Crònica |                 |

El Borussia Dortmund es classifica per 5-2 en total.
| Paris Saint-Germain FC | 1 - 1   | València CF |
| ---------------------- | ------- | ----------- |
| Lavezzi 66'            | Crònica | Jonas 55'   |

El Paris Saint-Germain es classifica per 3-2 en total.
| Juventus FC                  | 2 - 0   | Celtic |
| ---------------------------- | ------- | ------ |
| Matri 24' · Quagliarella 65' | Crònica |        |

La Juventus es classifica per 5-0 en total.
| FC Schalke 04                | 2 - 3   | Galatasaray SK                             |
| ---------------------------- | ------- | ------------------------------------------ |
| Neufstadter 17' · Bastos 62' | Crònica | Altintop 37' · Yilmaz 41' · Umut Bulut 94' |

El Galatasaray es classifica per 4-3 en total.
| FC Barcelona                             | 4 - 0   | AC Milan |
| ---------------------------------------- | ------- | -------- |
| Messi 05', 40' · Villa 55' · J. Alba 92' | Crònica |          |

El Barça es classifica per 4-2 en total.
| Màlaga CF                 | 2-0     | FC Porto |
| ------------------------- | ------- | -------- |
| Isco 43' · Santa Cruz 77' | Crònica |          |

El Màlaga es classifica per 2-1 en total
| Bayern de Múnic | 0-2     | Arsenal FC                |
| --------------- | ------- | ------------------------- |
|                 | Crònica | Giroud 3' · Koscielny 86' |

3-3 en total, el Bayern de Múnic es classifica pel valor dels gols en camp contrari

### Quarts de final
El sorteig dels enfrontaments de quarts es farà el dia 15 de març del 2013. L'anada de quarts es jugarà els dies 2 i 3 d'abril, i la tornada els dies 9 i 10 d'abril del 2013.
| Equip 1                | Global | Equip 2           | Anada | Tornada |
| ---------------------- | ------ | ----------------- | ----- | ------- |
| Màlaga CF              | 2-3    | Borussia Dortmund | 0-0   | 2-3     |
| Reial Madrid           | 5-3    | Galatasaray SK    | 3-0   | 2-3     |
| Paris Saint-Germain FC | 3-3    | FC Barcelona      | 2-2   | 1-1     |
| Bayern de Múnic        | 4-0    | Juventus FC       | 2-0   | 2-0     |

#### Anada
| Paris Saint-Germain FC          | 2–2   | FC Barcelona                |
| ------------------------------- | ----- | --------------------------- |
| Ibrahimovic 79' · Matuidi 90+4' | Fitxa | Messi 38' · Xavi 89' (pen.) |

| Bayern de Múnic       | 2–0   | Juventus FC |
| --------------------- | ----- | ----------- |
| Alaba 1' · Müller 63' | Fitxa |             |

| Màlaga CF | 0–0   | Borussia Dortmund |
| --------- | ----- | ----------------- |
|           | Fitxa |                   |

| Reial Madrid CF                        | 3–0   | Galatasaray SK |
| -------------------------------------- | ----- | -------------- |
| Ronaldo 9' · Benzema 29' · Higuaín 73' | Fitxa |                |

#### Tornada
| Borussia Dortmund                            | 3–2   | Màlaga CF                |
| -------------------------------------------- | ----- | ------------------------ |
| Lewandowski 40' · Reus 90+1' · Santana 90+3' | Fitxa | Joaquín 25' · Eliseu 82' |

El Borussia Dortmund es classifica per 3-2 en total.
| Galatasaray SK                        | 3–2   | Reial Madrid CF   |
| ------------------------------------- | ----- | ----------------- |
| Eboué 57' · Sneijder 70' · Drogba 72' | Fitxa | Ronaldo 7', 90+2' |

El R. Madrid es classifica per 5-3 en total.
| FC Barcelona | 1-1   | Paris Saint-Germain FC |
| ------------ | ----- | ---------------------- |
| Pedro 71'    | Fitxa | Pastore 50'            |

3-3 en total, el Barça es classifica pel valor dels gols en camp contrari.
| Juventus FC | 0-2   | Bayern de Múnic               |
| ----------- | ----- | ----------------------------- |
|             | Fitxa | Mandžukić 64' · Pizarro 90+1' |

El Bayern de Múnic es classifica per 4-0 en total.

### Semifinals
El sorteig dels enfrontaments de semifinals i final (quin equip jugarà com a 'local') se celebrà el dia 12 d'abril del 2013 a Nyon. L'anada es jugarà els dies 23 i 24 d'abril, i la tornada els dies 30 d'abril i 1 de maig del 2013.
| Equip 1           | Global | Equip 2      | Anada | Tornada |
| ----------------- | ------ | ------------ | ----- | ------- |
| Bayern de Múnic   | 7-0    | FC Barcelona | 4-0   | 3-0     |
| Borussia Dortmund | 4-3    | Reial Madrid | 4-1   | 2-0     |

#### Semifinals
| Bayern de Múnic                          | 4-0   | FC Barcelona |
| ---------------------------------------- | ----- | ------------ |
| Müller 25', 82' · Gómez 49' · Robben 73' | Fitxa |              |

| FC Barcelona | 0-3   | Bayern de Múnic                            |
| ------------ | ----- | ------------------------------------------ |
|              | Fitxa | 48' Robben · 72' (p.p.) Piqué · 76' Müller |

| Borussia Dortmund                  | 4-1   | Reial Madrid |
| ---------------------------------- | ----- | ------------ |
| Lewandowski 8', 50', 55', 66' (p.) | Fitxa | 43' Ronaldo  |

| Reial Madrid            | 2-0   | Borussia Dortmund |
| ----------------------- | ----- | ----------------- |
| Benzema 83' · Ramos 88' | Fitxa |                   |

### Final
La final es jugà el dia 25 de maig del 2013 a l'Estadi de Wembley de Londres (Anglaterra).
| Borussia Dortmund   | 1 - 2 | Bayern de Múnic            |
| ------------------- | ----- | -------------------------- |
| Gündoğan 68' (pen.) |       | Mandžukić 60' · Robben 89' |

### Quadre resum
|  | Vuitens de final                                | Vuitens de final                                | Vuitens de final                                |                 |                 | Quarts de final              | Quarts de final              | Quarts de final              |  |                 | Semifinals                             | Semifinals                             | Semifinals                             |  |             | Final      | Final      |  |
|  | 12, 13, 19 i 20 de febrer 5, 6, 12 i 13 de març | 12, 13, 19 i 20 de febrer 5, 6, 12 i 13 de març | 12, 13, 19 i 20 de febrer 5, 6, 12 i 13 de març |                 |                 | 2 i 3 d'abril 9 i 10 d'abril | 2 i 3 d'abril 9 i 10 d'abril | 2 i 3 d'abril 9 i 10 d'abril |  |                 | 23 i 24 d'abril 30 d'abril i 1 de maig | 23 i 24 d'abril 30 d'abril i 1 de maig | 23 i 24 d'abril 30 d'abril i 1 de maig |  |             | 25 de maig | 25 de maig |  |
|  |                                                 |                                                 |                                                 |                 |                 |                              |                              |                              |  |                 |                                        |                                        |                                        |  |             |            |            |  |
|  | FC Porto                                        | 1                                               | 0                                               |                 |                 |                              |                              |                              |  |                 |                                        |                                        |                                        |  |             |            |            |  |
|  | Màlaga                                          | 0                                               | 2                                               |                 |                 |                              |                              |                              |  |                 |                                        |                                        |                                        |  |             |            |            |  |
|  | Màlaga                                          | 0                                               | 2                                               |                 | Màlaga          | 0                            | 2                            |                              |  |                 |                                        |                                        |                                        |  |             |            |            |  |
|  |                                                 |                                                 |                                                 |                 | Màlaga          | 0                            | 2                            |                              |  |                 |                                        |                                        |                                        |  |             |            |            |  |
|  |                                                 | B. Dortmund                                     | 0                                               | 3               |                 |                              |                              |                              |  |                 |                                        |                                        |                                        |  |             |            |            |  |
|  | Xakhtar Donetsk                                 | B. Dortmund                                     | 0                                               | 3               | 2               | 0                            |                              |                              |  |                 |                                        |                                        |                                        |  |             |            |            |  |
|  | Xakhtar Donetsk                                 |                                                 |                                                 |                 | 2               | 0                            |                              |                              |  |                 |                                        |                                        |                                        |  |             |            |            |  |
|  | B. Dortmund                                     | 2                                               | 3                                               |                 |                 |                              |                              |                              |  |                 |                                        |                                        |                                        |  |             |            |            |  |
|  | B. Dortmund                                     | 2                                               | 3                                               |                 |                 |                              |                              |                              |  | B. Dortmund     | 4                                      | 0                                      |                                        |  |             |            |            |  |
|  |                                                 |                                                 |                                                 |                 |                 |                              |                              |                              |  |                 | 4                                      | 0                                      |                                        |  |             |            |            |  |
|  | Reial Madrid CF                                 | 1                                               | 2                                               |                 |                 |                              |                              |                              |  |                 |                                        |                                        |                                        |  |             |            |            |  |
|  | Reial Madrid CF                                 | 1                                               | 2                                               | Reial Madrid CF | 1               | 2                            |                              |                              |  |                 |                                        |                                        |                                        |  |             |            |            |  |
|  |                                                 |                                                 |                                                 | Reial Madrid CF | 1               | 2                            |                              |                              |  |                 |                                        |                                        |                                        |  |             |            |            |  |
|  | Manchester U.                                   | 1                                               | 1                                               |                 |                 |                              |                              |                              |  |                 |                                        |                                        |                                        |  |             |            |            |  |
|  | Manchester U.                                   | 1                                               | 1                                               |                 | Reial Madrid CF | 3                            | 2                            |                              |  |                 |                                        |                                        |                                        |  |             |            |            |  |
|  |                                                 |                                                 |                                                 |                 | Reial Madrid CF | 3                            | 2                            |                              |  |                 |                                        |                                        |                                        |  |             |            |            |  |
|  |                                                 | Galatasaray SK                                  | 0                                               | 3               |                 |                              |                              |                              |  |                 |                                        |                                        |                                        |  |             |            |            |  |
|  | Galatasaray SK                                  | Galatasaray SK                                  | 0                                               | 3               | 1               | 3                            |                              |                              |  |                 |                                        |                                        |                                        |  |             |            |            |  |
|  | Galatasaray SK                                  |                                                 |                                                 |                 | 1               | 3                            |                              |                              |  |                 |                                        |                                        |                                        |  |             |            |            |  |
|  | FC Schalke 04                                   | 1                                               | 2                                               |                 |                 |                              |                              |                              |  |                 |                                        |                                        |                                        |  |             |            |            |  |
|  | FC Schalke 04                                   | 1                                               | 2                                               |                 |                 |                              |                              |                              |  |                 |                                        |                                        |                                        |  | B. Dortmund | 1          |            |  |
|  |                                                 |                                                 |                                                 |                 |                 |                              |                              |                              |  |                 |                                        |                                        |                                        |  |             | 1          |            |  |
|  | Bayern de Múnic                                 | 2                                               |                                                 |                 |                 |                              |                              |                              |  |                 |                                        |                                        |                                        |  |             |            |            |  |
|  | Bayern de Múnic                                 | 2                                               | Arsenal FC                                      | 1               | 2               |                              |                              |                              |  |                 |                                        |                                        |                                        |  |             |            |            |  |
|  |                                                 |                                                 | Arsenal FC                                      | 1               | 2               |                              |                              |                              |  |                 |                                        |                                        |                                        |  |             |            |            |  |
|  | FC Bayern de Múnic                              | 3                                               | 0                                               |                 |                 |                              |                              |                              |  |                 |                                        |                                        |                                        |  |             |            |            |  |
|  | FC Bayern de Múnic                              | 3                                               | 0                                               |                 | Bayern de Múnic | 2                            | 2                            |                              |  |                 |                                        |                                        |                                        |  |             |            |            |  |
|  |                                                 |                                                 |                                                 |                 | Bayern de Múnic | 2                            | 2                            |                              |  |                 |                                        |                                        |                                        |  |             |            |            |  |
|  |                                                 | Juventus FC                                     | 0                                               | 0               |                 |                              |                              |                              |  |                 |                                        |                                        |                                        |  |             |            |            |  |
|  | Celtic FC                                       | Juventus FC                                     | 0                                               | 0               | 0               | 0                            |                              |                              |  |                 |                                        |                                        |                                        |  |             |            |            |  |
|  | Celtic FC                                       |                                                 |                                                 |                 | 0               | 0                            |                              |                              |  |                 |                                        |                                        |                                        |  |             |            |            |  |
|  | Juventus FC                                     | 3                                               | 2                                               |                 |                 |                              |                              |                              |  |                 |                                        |                                        |                                        |  |             |            |            |  |
|  | Juventus FC                                     | 3                                               | 2                                               |                 |                 |                              |                              |                              |  | Bayern de Múnic | 4                                      | 3                                      |                                        |  |             |            |            |  |
|  |                                                 |                                                 |                                                 |                 |                 |                              |                              |                              |  |                 | 4                                      | 3                                      |                                        |  |             |            |            |  |
|  | FC Barcelona                                    | 0                                               | 0                                               |                 |                 |                              |                              |                              |  |                 |                                        |                                        |                                        |  |             |            |            |  |
|  | FC Barcelona                                    | 0                                               | 0                                               | València CF     | 1               | 1                            |                              |                              |  |                 |                                        |                                        |                                        |  |             |            |            |  |
|  |                                                 |                                                 |                                                 | València CF     | 1               | 1                            |                              |                              |  |                 |                                        |                                        |                                        |  |             |            |            |  |
|  | PSG                                             | 2                                               | 1                                               |                 |                 |                              |                              |                              |  |                 |                                        |                                        |                                        |  |             |            |            |  |
|  | PSG                                             | 2                                               | 1                                               |                 | PSG             | 2                            | 1                            |                              |  |                 |                                        |                                        |                                        |  |             |            |            |  |
|  |                                                 |                                                 |                                                 |                 | PSG             | 2                            | 1                            |                              |  |                 |                                        |                                        |                                        |  |             |            |            |  |
|  |                                                 | FC Barcelona                                    | 2                                               | 1               |                 |                              |                              |                              |  |                 |                                        |                                        |                                        |  |             |            |            |  |
|  | AC Milan                                        | FC Barcelona                                    | 2                                               | 1               | 2               | 0                            |                              |                              |  |                 |                                        |                                        |                                        |  |             |            |            |  |
|  | AC Milan                                        |                                                 |                                                 |                 | 2               | 0                            |                              |                              |  |                 |                                        |                                        |                                        |  |             |            |            |  |
|  | FC Barcelona                                    | 0                                               | 4                                               |                 |                 |                              |                              |                              |  |                 |                                        |                                        |                                        |  |             |            |            |  |

| Guanyador de la Lliga de Campions 2012-13 |
| ----------------------------------------- |
| FC Bayern de Múnic Cinquè Títol           |